# Wireworld

Twee Wireworld diodes.

Wireworld is een bekende cellulaire automaat gemaakt door Brian Silverman in 1987. Het kan elke logische poort simuleren en daardoor dus ook een complete computer.

## Regels
Elke cel in Wireworld kan vier verschillende kleuren aannemen. Wireworld heeft de volgende regels:
- Kleur 0 (zwart meestal) is de achtergrond en blijft altijd hetzelfde.
- Kleur 1, 'het hoofd van een elektron', wordt altijd kleur 2.
- 'De staart van een elektron' is kleur 2. Deze kleur wordt altijd weer 'koper'.
- Kleur 3 is het 'koper'. Het wordt kleur 1 als één of twee buurcellen ook kleur 1 hebben.

Twee klokken en een XOR-poort